# Młodzieżowe Mistrzostwa Polski w piłce nożnej plażowej 2014
Młodzieżowe Mistrzostwa Polski w piłce nożnej plażowej 2014 – turniej piłki nożnej plażowej, który odbył się w dniach 30 lipca-1 sierpnia 2014 roku na usteckiej plaży, pod patronatem Polskiego Związku Piłki Nożnej, w którym wyłoniony został Mistrz Polski do lat 21.

## Drużyny
| Zespół                 | Liczba występów w MMP |
| ---------------------- | --------------------- |
| Grembach Łódź          | 2                     |
| Hemako Sztutowo        | 9                     |
| Laktoza Łyszkowice     | 3                     |
| UKS Milenium Gliwice   | 5                     |
| WIMA Vacu-Activ Słupsk | 3                     |

## Klasyfikacja końcowa
| Miejsce | Drużyna                | Mecze | Punkty | Bramki |
| ------- | ---------------------- | ----- | ------ | ------ |
| 1.      | UKS Milenium Gliwice   | 4     | 12     | 20-8   |
| 2.      | Grembach Łódź          | 4     | 8      | 11-9   |
| 3.      | Hemako Sztutowo        | 4     | 6      | 13-10  |
| 4.      | WIMA Vacu-Activ Słupsk | 4     | 3      | 9-14   |
| 5.      | Laktoza Łyszkowice     | 4     | 0      | 10-20  |

## Nagrody indywidualne
Król strzelców: Wojtek Żur (UKS Milenium Gliwice) - 6 bramek

Najlepszy bramkarz:  Patryk Nowak (UKS Milenium Gliwice)